# Feldhockey-Afrikameisterschaft der Damen 1994
Die Feldhockey-Afrikameisterschaft der Damen 1994 war die zweite Austragung der Kontinentalmeisterschaft und fand vom 5. bis zum 8. Oktober 1994 in Pretoria (Südafrika) statt. Das Turnier mit vier teilnehmenden Mannschaften gewann Gastgeber Südafrika vor Simbabwe, Namibia und Botswana.

## Ergebnisse
Die Hauptrunde der Afrikameisterschaft fand als einfaches Rundenturnier (Jeder gegen Jeden) statt.
| Pl. | Land      | Sp. | S | U | N | Tore   | Diff. | Punkte |
| --- | --------- | --- | - | - | - | ------ | ----- | ------ |
| 1.  | Südafrika | 3   | 3 | 0 | 0 | 032:00 | +32   | 6      |
| 2.  | Simbabwe  | 3   | 1 | 1 | 1 | 05:70  | −2    | 3      |
| 3.  | Namibia   | 3   | 1 | 1 | 1 | 02:80  | −6    | 3      |
| 4.  | Botswana  | 3   | 0 | 0 | 3 | 00:240 | −24   | 0      |

|           | Sudafrika | Simbabwe | Namibia | Botswana |
| --------- | --------- | -------- | ------- | -------- |
| Sudafrika | —         | 7:0      | 8:0     | 17:0     |
| Simbabwe  |           | —        | 0:0     | 05:0     |
| Namibia   |           |          | —       | 02:0     |
| Botswana  |           |          |         | —        |